# Esquerda Verde
O Esquerda Verde (EV) (neerlandês: GroenLinks (GL)) é um partido político de esquerda dos Países Baixos.
O Esquerda Verde foi formado em 1989 com a fusão de quatro pequenos partidos políticos de esquerda: o Partido Comunista dos Países Baixos, o Partido Socialista Pacifista, o Partido Político dos Radicais e o Partido Popular Evangélico. Após os resultados decepcionantes de 1989 e 1994 o partido teve um bom desempenho nas eleições entre os anos de 1994 e 2002. O líder do partido Paul Rosenmöller foi visto, pelos meios de comunicação, companheiros políticos e acadêmicos, como líder não oficial da oposição contra o gabinete Kok, apesar de ser na época o segundo maior partido da oposição. No final de 2002, Femke Halsema assumiu a liderança política do partido, enfatizando a tolerância, a liberdade e a emancipação como os principais valores do partido.
O Esquerda Verde descreve-se como "verde", "social" e "tolerante". Coloca-se na tradição da liberdade de amar da esquerda.
Atualmente o partido está representado por 14 assentos na Segunda Câmara do Parlamento (Tweede Kamer), 5 na Primeira Câmara (Eerste Kamer), e 2 no Parlamento Europeu. O atual líder do partido é Jesse Klaver. O partido está na oposição ao terceiro gabinete Rutte. O partido tem mais de 100 vereadores e participa no governo de 16 dos 20 maiores municípios dos Países Baixos, tendo, inclusive, a presidência da câmara de Amesterdão. Os eleitores do partido estão concentrados em grandes cidades, especialmente naquelas com universidades.
O partido tem 21 901 membros que estão organizados em mais de 250 diretórios municipais. O congresso do partido está aberto a todos os membros. É um membro do Global Greens e do Partido Verde Europeu.

## História

### História anterior a 1989
O Esquerda Verde foi fundado em 1989 com a fusão de quatro partidos que estavam na esquerda política, em comparação com o social-democrata Partido Trabalhista, normalmente o maior partido da ala esquerda nos Países Baixos. Os partidos de fundação eram: o Partido Comunista dos Países Baixos (CPN), o Partido Socialista Pacifista (PSP), que teve origem no movimento pacifista, o verde Partido Político dos Radicais (PPR), originalmente um partido progressista cristão, e o Partido Popular Evangélico. Estes quatro partidos eram frequentemente classificados como "pequena esquerda", para indicar a sua existência marginal. Nas eleições de 1972 estes partidos ganharam dezasseis lugares (de um total de 150), nas eleições de 1977 eles ficaram com apenas seis. Daquele momento em diante, os membros e os eleitores começaram a buscar uma cooperação mais estreita entre eles.
Desde a década de 1980 em diante os quatro partidos começaram a cooperar em eleições municipais e provinciais. Quanto menos lugares estão disponíveis nessas representações, um maior percentual de votos é necessário para se obter um assento. Na eleição para o Parlamento Europeu em 1984, o PPR, o CPN e o PSP formaram o Acordo Progressista Verde, que concorreu como sendo um partido único nas eleições europeias. Eles ganharam um assento, que rotativamente foi ocupado pelo PSP e pelo PPR. Os membros dos quatro partidos também resolveram reunir-se para participar de protestos populares extra-parlamentares contra a energia nuclear e as armas nucleares. Mais de 80% dos membros do PSP, CPN e PPR participaram de pelo menos um dos dois protestos contra a colocação de armas nucleares nos Países Baixos, em 1981 e em 1983.
O Partido Popular Evangélico era um partido relativamente novo, fundado em 1981, formado pela divisão de um grande partido cristão democrático, o Apelo Democrata Cristão. Durante seu período no parlamento (1982-1986) ele teve dificuldades para se posicionar entre os pequenos partidos de esquerda (PSP, PPR e CPN), o PvdA e o CDA.
A cooperação cada vez mais estreita entre o PPR, PSP, CPN e EVP, e as mudanças ideológicas que a acompanharam, não ocorreram sem dissidências internas nos partidos. A mudança ideológica que o CPN fez do revolucionário marxismo-leninismo para o "reformismo" levou a uma ruptura no CPN; e a subsequente fundação da Liga dos Comunistas nos Países Baixos em 1982. Em 1983, um grupo de "profundo" Verdes deixaram o PPR para fundar os Verdes. Para participar da eleição de 1986, o CPN e o PPR quiseram formar uma aliança eleitoral com o PSP. Isto levou a uma crise no seio do PSP, em que o presidente do grupo parlamentar Fred van der Spek, que opunha-se à cooperação, foi substituído por Andrée van Es, favorável a ela. Van der Spek deixou o PSP e fundou seu próprio partido, o Partido para o Socialismo e Desarmamento (em neerlandês: Partij voor Socialisme en Ontwapening, OSP). A convenção política do PSP em 1986, no entanto, rejeitou a aliança eleitoral.
Nas eleições de 1986 todos estes quatro partidos perderam lugares. O CPN e o EVP desapareceram do parlamento. O PPR ficou com dois assentos e o PSP com um. Quando os partidos preparavam-se separadamente para participar das eleições de 1990, a pressão para que houvesse uma maior cooperação entre eles também aumentou. Em 1989, o PPR, o CPN e o PSP participaram nas eleições europeias com uma lista única, a chamada 'Arco-íris'. Joost Lagendijk e Leo Platvoet, ambos os membros do conselho do PSP, deram início a um referendo interno, no qual os membros do PSP declararam apoio à cooperação à ala esquerda (70% a favor; 64% de todos os membros votantes). Suas iniciativas para a cooperação com a ala esquerda foi apoiada por uma carta aberta de membros influentes dos sindicatos (tais como Paul Rosenmöller e Karin Adelmund), dos movimentos ambientalistas (por exemplo: Jacqueline Cramer) e das Artes (tais como Rudi van Dantzig). Na carta, eles chamaram a atenção para a constituição de um único partido progressista do lado esquerdo do PvdA. Lagendijk e Platvoet haviam participado de reuniões informais entre membros proeminentes do PSP, PPR e CPN, o que favoreceu a cooperação. Outros participantes foram:  o presidente do PPR, Bram van Ojik, e a ex-líder do CPN, Ina Brouwer. Estas conversações foram chamadas de "FC Sittardia" ou Cliché bv.
Na primavera de 1989, o PSP iniciou conversações formais com o CPN, o PSP e o PPR sobre uma lista comum para as próximas eleições gerais. Ficou logo evidente que o CPN queria manter uma identidade comunista independente e não fundir-se à formação de numa nova ala esquerda. Este foi o motivo para o PPR deixar de participar das conversações. As negociações sobre cooperação foram reabertas após a queda do segundo gabinete Lubbers e o anúncio que as eleições aconteceriam no outono do mesmo ano. Desta vez, o EVP foi incluído nas discussões. O PPR foi representado, por um curto tempo, por uma delegação informal chefiada pelo ex-presidente Wim de Boer, porque a cúpula do partido não quis ser vista retomando as negociações que haviam deixado apenas pouco tempo antes. No verão de 1989, os congressos partidários de todos os quatro partidos aceitaram concorrer nas eleições com um programa compartilhado e uma única lista de candidatos. Adicionalmente, foi criada a Associação Esquerda Verde (em neerlandês: Vereniging Groen Links; VGL) para permitir que simpatizantes, não membros de nenhum dos quatro partidos, pudessem aderir. Enquanto isso, as eleições europeias de 1989 foram mantidas, nas quais o mesmo grupo de partidos tinha entrado com uma lista única com o nome de "Arco-íris". Na prática, a fusão dos partidos já havia acontecido e em 24 de novembro de 1990, o partido Esquerda Verde foi oficialmente fundado.

### 1989-1994
Nas eleições de 1989 o PPR, o PSP, o CPN e o EVP participaram com uma lista única chamada "Groen Links". Nos Países Baixos, que forma um único distrito eleitoral, os partidos entram nas eleições com uma lista para todo o país. A primeira posição da lista (o lijsttrekker) é dada ao líder do partido político, que muitas vezes torna-se presidente da delegação parlamentar (Fractievoorzitter). A lista de candidatos do Esquerda Verde foi organizada de forma a que todos os partidos estivessem representados e novos valores pudessem entrar. O PPR, que havia sido o maior partido em 1986, ficou com o primeiro lugar da lista (ocupado por Ria Beckers) e o número cinco, o PSP, os números dois e seis, o CPN, o número três e o EVP, o número onze. O primeiro candidato independente foi Paul Rosenmöller, sindicalista de Roterdão, o número quatro. Nas eleições do partido dobrou seus lugares, em comparação com 1986 (de três a seis), mas as expectativas tinham sido muito superiores. Nas eleições municipais de 1990, o partido teve um desempenho muito melhor, reforçando a solução da cooperação.
No período 1989-1991 a fusão evoluiu. Uma junta foi organizada para o partido em formação e um Conselho Esquerda Verde, que deveria controlar a junta e o partido parlamentar e estimular o processo de fusão foi criado, todos os cinco grupos (CPN, PPR, PSP, EVP e a Associação Esquerda Verde) tinham lugares equivalentes ao número de membros do partido. Inicialmente, as três organizações juvenis, a Liga Geral da Juventude Neerlandesa vinculada ao CPN, os Grupos de Trabalho Jovem Socialista Pacifista ligados ao PSP, e o Partido Político da Juventude Radical vinculado ao PPR recusaram fundir-se sob a pressão do governo, que controlava seus subsídios. Posteriormente, porém, eles se fundiram formando a organização da juventude DWARS. Em 1990 formou-se uma oposição contra o moderado rumo ambientalista do Esquerda Verde. Vários ex-membros do PSP, unidos no "Fórum da Esquerda", em 1992, deixaram o partido para juntar-se ao ex-líder do PSP, Van der Spek e fundarem o PSP'92. Do mesmo modo, ex-membros do CPN juntaram-se à Liga dos Comunistas dos Países Baixos para fundar o Novo Partido Comunista no mesmo ano. Em 1991, os congressos dos quatro partidos fundadores (PSP, PPR, CPN e EVP) decidiram abolir oficialmente seus partidos.
O Esquerda Verde teve problemas consideráveis com a formulação de sua própria ideologia. Em 1990, a tentativa de escrever o primeiro manifesto de princípios fracassou devido às diferenças entre socialistas e comunistas de um lado e os mais liberais ex-membros do PPR do outro lado. O segundo manifesto de princípios, que não foi permitido o nome manifesto de princípios, foi aprovado após um longo debate, e muitas alterações, em 1991.
Apesar do partido estar internamente dividido, o partido parlamentar Esquerda Verde não era o único partido no parlamento neerlandês que opunha-se à Guerra do Golfo. Um debate dentro do partido sobre o papel da intervenção militar levou a uma maior diferenciação do ponto de vista que o pacifismo de alguns dos seus predecessores: o Esquerda Verde apoiaria as missões de manutenção da paz, desde que elas fossem enviadas pelas Nações Unidas.
No outono de 1990, o deputado Verbeek anunciou que abandonaria, tal como ele havia prometido, o Parlamento Europeu, após dois anos e meio para dar lugar a um novo candidato. Ele continuaria como independente e permaneceu no parlamento até 1994. Na eleição de 1994, ele concorreria, sem sucesso, como candidato principal dos Verdes.
Em 1992, a dirigente partidária, Ria Beckers, deixou a Tweede Kamer, porque ela queria ocupar-se mais tempo com sua vida privada. Peter Lankhorst substituiu-a como presidente interino, mas ele anunciou que não iria participar das eleições internas.

### 1994-2002
Antes das eleições de 1994 o Esquerda Verde organizou uma eleição interna para a liderança política do partido. Duas duplas concorreram: Ina Brouwer (ex-CPN)/Mohammed Rabbae (independente) e Paul Rosenmöller (independente)/Leoni Sipkes (ex-PSP) e cinco candidatos isolados(incluindo Wim de Boer (ex-presidente do PPR e membro da Eerste Kamer), Herman Meijer (ex-CPN, e futuro presidente do partido), e Ineke van Gent (ex-PSP e futuro deputado)). Alguns candidatos concorreram em duplas porque eles queriam combinar a vida familiar com a política. Brouwer, Rosenmöller e Sipkes já eram deputados pelo Esquerda Verde, Rabbae era novo, ele tinha sido presidente do Centro Neerlandês para Estrangeiros. Na primeira rodada as duplas terminaram na frente dos outros candidatos, mas também não tinham uma maioria absoluta. Foi necessária então uma segunda rodada, na qual Brouwer e Rabbae venceram com 51% dos votos. Brouwer tornou-se o primeiro candidato e Rabbae o segundo, a segunda dupla, Rosenmöller e Sipkes ocuparam os lugares seguintes seguidos por Marijke Vos, ex-presidente do partido. A dupla no topo da lista de candidatos não tinha uma boa receptividade junto aos eleitores. O Esquerda Verde perdeu um assento, restando apenas cinco, enquanto que o PvdA também perdeu muitos assentos no parlamento.
Após as eleições, Brouwer deixou o parlamento, ela foi substituída como dirigente do partidário por Paul Rosenmöller e seu lugar foi ocupado por Tara Singh Varma. O carismático Rosenmöller tornou-se o "líder não oficial" da oposição contra o gabinete Kok, porque o principal partido da oposição, o CDA não foi capaz de adaptar-se bem ao seu novo papel de partido da oposição. Rosenmöller definiu uma nova estratégia: o Esquerda Verde deveria oferecer alternativas em vez de apenas rejeitar as propostas feitas pelo governo.
Nas eleições de 1998 o Esquerda Verde mais do que duplicou seus assentos para onze. O carisma do "líder não oficial" Rosenmöller desempenhou um papel importante neste processo. Muitas caras novas entraram no parlamento, incluindo Femke Halsema, uma talentosa política que trocou o PvdA pelo Esquerda Verde em 1997.
O partido começou a especular abertamente sobre juntar-se ao governo depois das eleições de 2002.
A Guerra do Kosovo em 1999 dividiu o partido internamente. Os parlamentares do partido na Tweede Kamer apoiaram a intervenção da NATO, enquanto que os parlamentares do partido na Eerste Kamer foram contra a intervenção. Vários ex-membros do PSP no âmbito da Tweede Kamer começaram a falar abertamente sobre suas dúvidas em relação à intervenção. Um compromisso foi firmado: o Esquerda Verde apoiaria a intervenção, desde que ela limitasse-se aos alvos militares. Membros proeminentes dos partidos fundadores, incluindo Marcus Bakker e Joop Vogt deixaram o partido durante esta questão.
Em 2001, a integridade da ex-deputada Tara Singh Varma esteve em dúvida: foi revelado que ela mentiu sobre a sua doença e que ela fez promessas às organizações de desenvolvimento, que ela não cumpriu. Em 2000 ela deixou o parlamento, pois como ela alegou, tinha apenas alguns meses de vida pois morreria de câncer. A estação de televisão TROS, em seu programa "Opgelicht" (em português: "trapaças") revelou que ela mentiu e que não tinha câncer. Mais tarde ela desculpou-se em público na televisão e disse sofrer de transtorno de estresse pós-traumático.
No mesmo ano, os parlamentares do partido apoiaram a invasão do Afeganistão após os ataques terroristas de 11 de setembro daquele ano. Esta invasão levou a uma grande agitação dentro do partido. Diversos parlamentares, ex-membros do PSP dentro da Tweede Kamer, começaram a falar abertamente sobre suas dúvidas com relação à intervenção. Sob a pressão da oposição interna, liderada pelos ex-membros do PSP e pela organização juvenil do partido, DWARS, os parlamentares do partido mudaram suas posições: os ataques deveriam ser cancelados.
Vários membros dos Verdes, incluindo Roel van Duijn, aderiram ao Esquerda Verde, embora mantendo suas filiações aos Verdes.

### 2002-presente

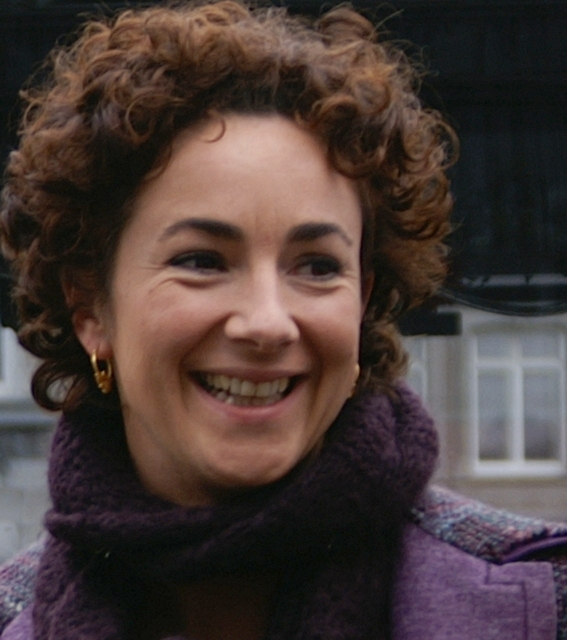
Femke Halsema, líder do partido e presidente do partido na Tweede Kamer entre 2002 e 2010 e atual presidente da câmara de Amesterdão.

As eleições de 2002 foram caracterizadas por mudanças no clima político. O comentarista político de direita, Pim Fortuyn entrou na política. Ele tinha um discurso contra a ordem estabelecida, combinada com um convite à apresentação de restrições à imigração. Embora a sua crítica fosse dirigidas ao segundo gabinete Kok, Rosenmöller era um dos únicos políticos que poderiam reunir alguma resistência contra seu discurso político. Dias antes da eleição, Fortuyn foi morto por um ativista dos direitos dos animais. Pouco antes das eleições, Ab Harrewijn, deputado do Esquerda Verde e candidato também morreu. Antes e depois das eleições, sérias ameaças foram feitas contra Rosenmöller, sua esposa e seus filhos. Esses acontecimentos causaram um estresse considerável em Rosenmöller. O Esquerda Verde perdeu um lugar no parlamento nessa eleição, se bem que ganhou mais votos do que nas eleições de 1998. Antes das eleições de 2003, Rosenmöller deixou o  parlamento, citando as ameaças em curso contra a sua vida e as da sua família como o principal motivo. Ele foi substituído como presidente do partido parlamentar e candidato principal do partido por Femke Halsema. Ela foi incapaz de manter os dez lugares e perdeu dois.
Em 2003, o Esquerda Verde quase que por unanimidade voltou-se contra a Guerra do Iraque. Ele participou dos protestos contra a guerra, por exemplo, organizando seu congresso do partido, em Amesterdã, no dia da grande manifestação, com um intervalo que permitisse a seus membros aderirem ao protesto.
No final de 2003, Halsema temporariamente deixou o parlamento para dar à luz seus gêmeos. Durante a sua ausência, Marijke Vos ocupou seu lugar como presidente do partido parlamentar. Quando ela retornou ao parlamento, Halsema iniciou uma discussão sobre os princípios do seu partido. Ela enfatizou a liberdade individual, a tolerância, a auto-realização e a emancipação. Em uma entrevista, ela chamou seu partido de "o último partido liberal dos Países Baixos" Isto resultou em uma considerável atenção dos meios de comunicação e de outros observadores, que especularam sobre uma mudança ideológica. Em 2005, o gabinete científico do partido publicou o livro "Vrijheid als Ideaal" ("Liberdade como Ideal"), no qual os proeminentes fazedores de opinião exploraram o novo espaço político e a posição da esquerda dentro desse espaço. Durante o congresso do partido em fevereiro de 2007, as lideranças ficaram incumbidas de organizar uma discussão ampla entre seus membros sobre os princípios do partido.
Durante o congresso sobre as eleições europeias de 2004, a comissão de candidaturas propôs que o presidente da delegação do Esquerda Verde, Joost Lagendijk, deveria tornar-se o candidato principal do partido naquelas eleições. Um grupo de membros, liderados pelo membro da Eerste Kamer, Leo Platvoet, apresentou uma moção "Queremos escolher". Eles queriam uma opção séria para um cargo tão importante. A comissão do partido anunciou um novo processo eleitoral. Durante o congresso, Kathalijne Buitenweg, também deputada e candidata, anunciou a sua candidatura para a posição de candidato principal. Ela ganhou com uma pequena diferença de votos a eleição concorrendo contra Lagendijk. Isto causou grande surpresa a todos. Especialmente para Buitenweg que não havia escrito um discurso de aceitação.
Em maio de 2005, a deputada Farah Karimi escreveu um livro no qual discutia, em pormenor, a forma como ela participou da Revolução Iraniana, como essa informação já era conhecida do conselho do partido, isto não causou qualquer repercussão. Em novembro de 2005, o conselho do partido pediu ao membro da Eerste Kamer, Sam Pormes, para abandonar sua cadeira. Rumores continuados sobre seu envolvimento com o treinamento de guerrilheiros no Iêmen, na década de 1970 e o sequestro de um trem em 1977 pela juventude molucana e alegações de fraudes na previdência social eram prejudiciais ao partido, ou pelo menos assim o conselho do partido alegou.
Quando Pormes recusou-se a deixar o cargo, o conselho do partido ameaçou expulsá-lo das fileiras do partido. Pormes lutou contra esta decisão. O conselho do partido em março de 2006 acabou por ficar ao lado de Pormes. O presidente do partido, Herman Meijer, sentiu-se forçado a deixar seu cargo. Ele foi sucedido por Henk Nijhof, que foi escolhido pelo conselho do partido em maio de 2006. Em novembro de 2006, Pormes deixou a Eerste Kamer, ele foi substituído por Goos Minderman.

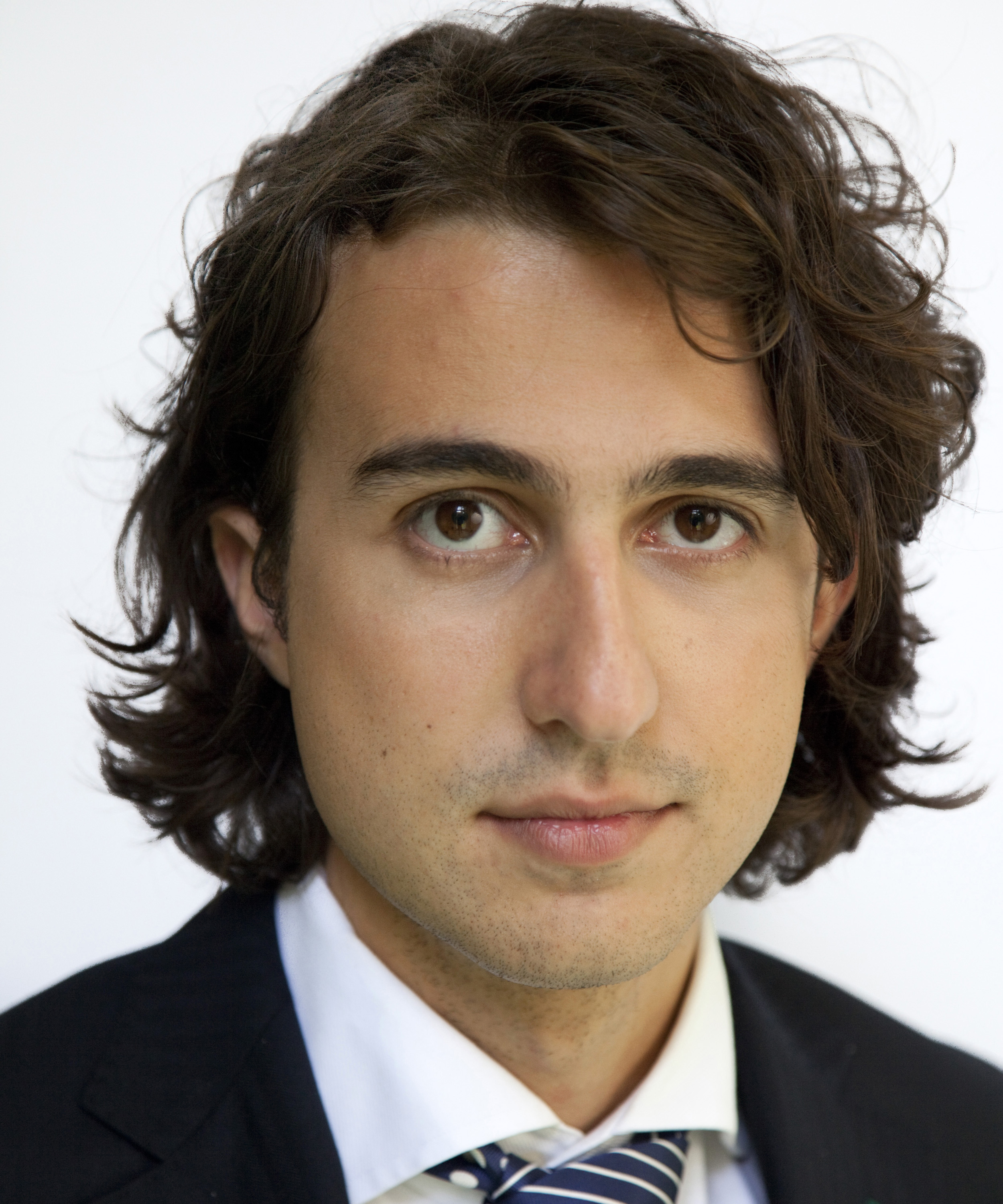
Jesse Klaver, atual líder do partido.

Nas eleições municipais de 2006 o partido permaneceu relativamente estável perdendo apenas alguns lugares. Após as eleições o Esquerda Verde conseguiu 75 cargos municipais, incluindo Amsterdã onde a deputada Marijke Vos tornou-se vereadora.
Na preparação para as eleições de 2006, o partido realizou um congresso em outubro. É eleita Halsema, novamente candidata única, à posição de candidata principal do partido. A deputada  Kathalijne Buitenweg e o comediante Vincent Bijlo foram os último candidatos (Lijstduwer). Nas eleições de 2006, o partido perdeu um lugar no parlamento.
Na sequência da formação do gabinete, uma primeira pesquisa exploratória entre o CDA-SP-PvdA não teve êxito, Halsema anunciou que o Esquerda Verde não seria envolvido em uma discussão mais aprofundada nessa altura, já que o partido havia perdido as eleições, era muito pequeno, e tinha menos em comum com o CDA do que tinha o SP. Na sequência desta decisão eclodiu um debate interno sobre o rumo político e a liderança de Halsema. O debate não só decorreu sobre a série de eleições perdidas e a decisão de não participar das conversações sobre a formação do novo gabinete, mas também sobre a imagem elitista do partido, o novo rumo liberal, iniciado por Halsema e a falta de democracia partidária. Desde as últimas semanas de janeiro de 2007 vários membros proeminentes do partido têm manifestado suas dúvidas, inclusive até a ex-líder Ina Brouwer, o senador Leo Platvoet e o deputado Joost Lagendijk. Em resposta a isto, o conselho do partido criou uma comissão liderada pelo ex-deputado e presidente do PPR, Bram van Ojik. Eles analisarão as eleições perdidas. Outra comissão presidida também por Van Ojik foi solicitada pelo congresso de fevereiro de 2006. Serão analisados os princípios do partido, organização e estratégia.
Em agosto de 2008, o parlamentar do Esquerda Verde, Wijnand Duyvendak, publicou um livro em que ele admitiu ter invadido o escritório do Ministério dos Assuntos Económicos, a fim de roubar os planos para as centrais nucleares. Isto levou à sua demissão em 14 de agosto, depois que a média relatou que além da invasão ele também proferiu ameaças contra funcionários públicos. Ele foi substituído por Jolande Sap.
A 18 de abril de 2010, o congresso do partido compôs a lista de candidatos para as eleições gerais de 2010. Dois membros do parlamento, Ineke van Gent e Femke Halsema , receberam dispensa para concorrer a um quarto mandato. Halsema foi reeleita como líder do partido. Van Gent foi colocado em quinto na lista do partido. Todos os cinco primeiros candidatos foram deputados e quatro eram mulheres. De entre as novas caras do partido estavam o ex-diretor do Greenpeace, Liesbeth van Tongeren, e o presidente do grupo de jovens da CNV, Jesse Klaver. O partido ganhou 10 assentos na eleição e participou das conversas de formação de um governo Púrpura+. Halsema renunciou ao cargo de líder do partido quando essas conversas falharam e foi sucedida por Jolande Sap.
Nas eleições gerais de 2012, o partido perdeu seis assentos e ficou com quatro dos 150 assentos. Após o resultado decepcionante, Sap foi forçado a renunciar como líder do partido e foi sucedido por Bram van Ojik, que por sua vez entregoua  sua posição a Jesse Klaver em 2015. Sob a liderança de Klaver, a Esquerda Verde subiu gradualmente nas sondagens antes de obter o recorde de 14 assentos nas eleições gerais de 2017. O partido entrou em negociações de coligação com o Partido Popular para a Liberdade e Democracia, o Apelo Democrata-Cristão e os Democratas 66, mas essas conversações não levaram a um novo gabinete.
Nas eleições municipais de 2018, o partido voltou a obter ganhos importantes, tendo sido inclusive o maior partido em Amesterdão (onde conquistou também a presidência da câmara, com Femke Halsema a tornar-se a primeira presidente de uma câmara de uma capital europeia por um partido verde), Utrecht e Nimega.

### Nome
O nome "Esquerda Verde" (até 1992 escrito "Esquerda Verde", com um espaço entre Esquerda e Verde) é um compromisso entre o PPR, o CPN e o PSP. O PPR queria a palavra "Verde" no nome do partido, o PSP e o CPN, a palavra "Esquerda". Ele também enfatiza o núcleo dos ideais do partido, a sustentabilidade ambiental e a justiça social.
Em 1984, a lista comum do PPR, do PSP e do CPN para as eleições europeias foi chamada de "Acordo Progressista Verde" (Groen Progressief Akkoord) porque, naquele tempo, o PPR não quis aceitar a palavra "esquerda" no nome do combinado político. Em 1989, os partidos participaram das eleições europeias como "Arco-íris" (Regenboog), em referência ao "Grupo Arco-íris", do Parlamento Europeu, do qual tinham participado entre 1984 e 1989

## Ideologia e propostas

### Ideologia
O partido combina ideais verdes com a esquerda. A parte central dos ideais do Esquerda Verde está codificada no programa de princípios do partido (chamado de "Partij voor de Toekomst"). O partido explicitamente coloca-se na tradição dos partidos da ala esquerda que é a liberdade do amor. Quatro princípios constituem os princípios orientadores do partido:
1. A proteção da Terra, ecossistemas e um tratamento respeitoso pelos animais.
2. Uma distribuição justa dos recursos naturais entre todos os cidadãos do mundo e todas as gerações.
3. Uma distribuição justa de renda e oportunidade justa para todos trabalharem, cuidarem, educarem e se divertirem.
4. Uma sociedade pluralista onde todos podem participar da liberdade. O partido combina abertura com um senso de comunidade.
5. Reforçar o Estado de direito internacional, a fim de garantir a paz e o respeito pelos direitos humanos .

Os princípios do partido refletem a convergência ideológica entre os quatro partidos fundadores que vieram de diferentes tradições ideológicas: o Partido Político dos Radicais e o Partido Popular Evangélico, de uma tradição cristã progressista; e o Partido Socialista Pacifista e o Partido Comunista dos Países Baixos de uma tradição socialista de esquerda e comunista. Ao longo das décadas de 1970 e 1980 os partidos chegaram a abraçar o ambientalismo e o feminismo; todos eles favoráveis à democratização da sociedade e contra a criação de novas usinas nucleares e a colocação de novas armas nucleares nos Países Baixos.
Halsema, a ex-líder política do partido, já iniciou um debate sobre o rumo ideológico do Esquerda Verde. Ela enfatizou a tradição da liberdade do amor da esquerda, e escolheu a liberdade como valor fundamental. Seu rumo é chamado liberal de esquerda por si mesma e por observadores, embora a própria Halsema afirme que ela não queira forçar uma mudança ideológica. Ela afirma que ela coloca o Esquerda Verde na "tradição da liberdade do amor da esquerda", como o manifesto dos princípios do partido fez tão bem.
Seguindo Isaiah Berlin, Halsema distingue entre liberdade positiva e negativa. A liberdade negativa é, de acordo com Halsema, a liberdade dos cidadãos de influenciar o governo; ela aplica esse conceito especialmente para a sociedade multicultural e o Estado democrático de direito, onde o governo deve proteger os direitos dos cidadãos e não limitá-los. A liberdade positiva é a emancipação dos cidadãos da pobreza e da discriminação. Halsema pretende aplicar este conceito para o bem-estar social e o ambiente onde o governo deve mais atuar. De acordo com Halsema, o Esquerda Verde é um partido sem dogmas, que tem tendências anarquistas.

### Propostas

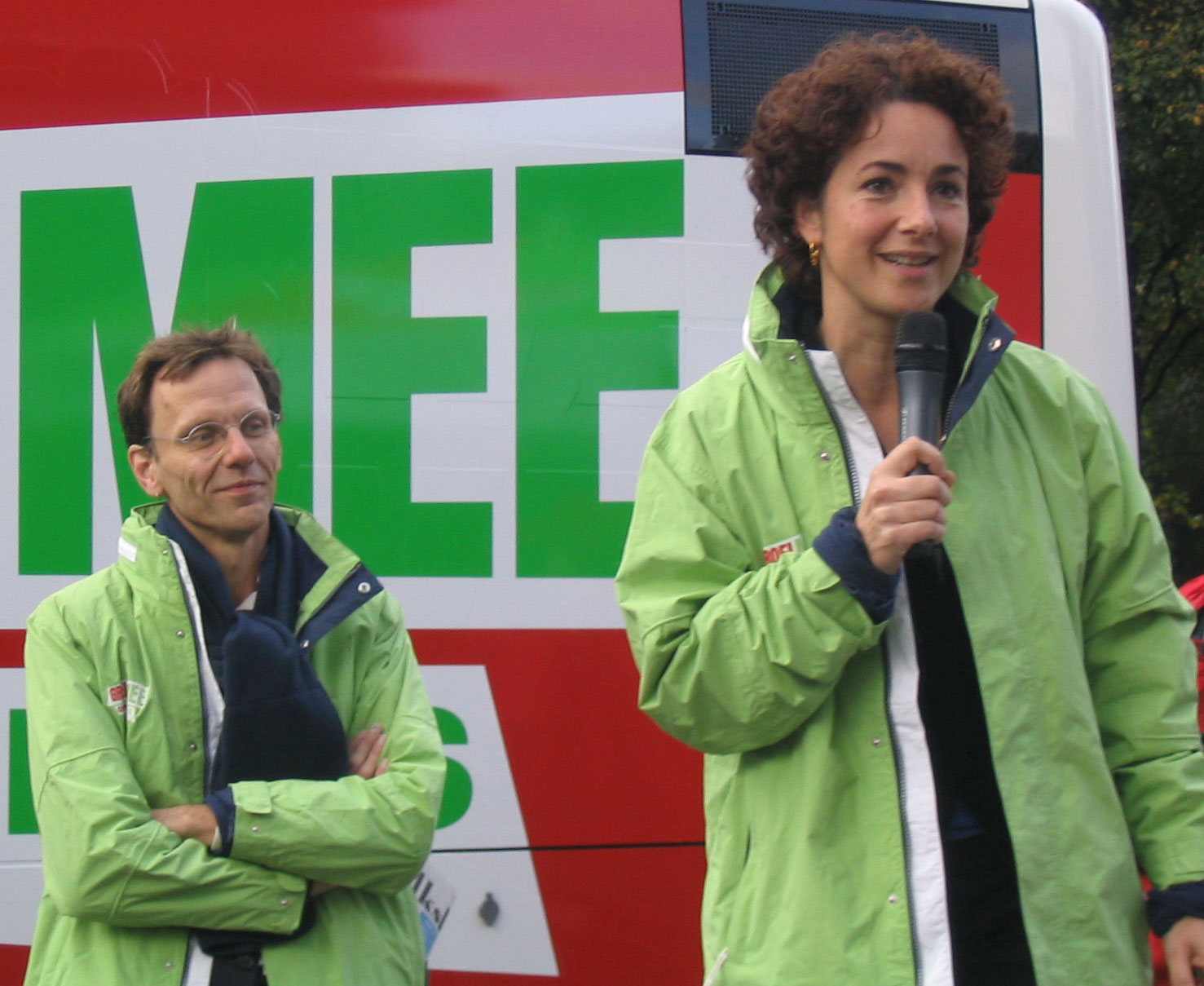
O presidente da comissão de programa Kees Vendrik e a líder do partido Femke Halsema.

O manifesto eleitoral para as eleições de 2010 foi aprovado em abril do mesmo ano. Foi chamado "Klaar voor de Toekomst" ("Preparar para o futuro"). O manifesto enfatiza a cooperação internacional, a reforma do Estado do bem-estar, a política ambiental e a tolerância social.
O Esquerda Verde pretende oferecer uma alternativa para a reforma do Estado do bem-estar social, iniciado pelos gabinetes Balkenende, que estava na visão do Esquerda Verde apenas orientado para a redução de custos e de não oferecer uma pior oportunidade de trabalho, emancipação e participação. Mas, ao contrário dos outros partidos da oposição de esquerda, o partido não pretende defender o atual Estado do bem-estar social, que o partido chama de "impotência", porque ele simplesmente oferece o pior benefício, mas não uma perspectiva de trabalho. O partido pretende reformar o Estado do bem-estar social para que ele beneficie os "excluídos", aqueles que foram deixados de fora do Estado do bem-estar social até agora. Isto inclui grupos como os migrantes, mulheres, pessoas com um contrato de curto prazo e as pessoas com deficiências. Para ajudar mais pessoas a conseguir um emprego o Esquerda Verde propõe uma contrato de participação. O auxílio-desemprego deve ser aumentado e limitado a um ano. Neste período, as pessoas teriam de procurar um emprego ou educação. Se, no final de um ano ela não tivesse conseguido achar um emprego, o Governo oferecerá um trabalho de salário mínimo. A fim de criar mais postos de trabalho eles querem implementar os tributos ambientais, que irão baixar os impostos sobre a menor remuneração. Isso seria compensado pelo aumento dos impostos sobre a poluição. A fim de permitir às mães com filhos mais novos uma oportunidade de trabalho, o partido pretende tornar mais fácil as pessoas saírem de férias e criar mais creches gratuitas. A fim de aumentar as perspectivas para os desfavorecidos, ele pretende investir na educação, especialmente na educação vocacional preparatória de nível médio (voorbereidend middelbaar beroepsonderwijs - VMBO). A fim de assegurar que os imigrantes tenham uma melhor oportunidade de emprego, ele deseja firmemente lidar com a discriminação, especialmente no mercado de trabalho. O partido também pretende diminuir as diferenças salariais, tornando o auxílio criança, a pensão do governo e os juros hipotecários, deduções dependentes de outros rendimentos.

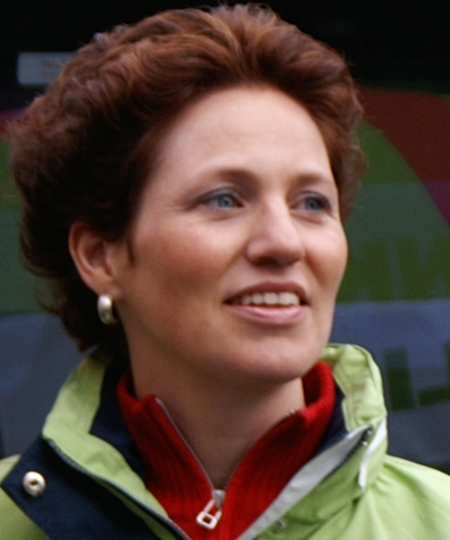
Kathalijne Buitenweg, presidente do partino no Parlamento Europeu.

A cooperação internacional é um tema importante para o partido. Isto inclui a cooperação para o desenvolvimento em países subdesenvolvidos. O Esquerda Verde pretende aumentar os gastos na ajuda ao desenvolvimento para 1,5% do Produto Nacional Bruto. Ele pretende abrir os mercados europeus para os produtos de países do Terceiro Mundo, em condições de comércio justo. A fim de garantir o livre e justo comércio ele pretende aumentar a democracia das organizações econômicas internacionais, como o FMI e o Banco Mundial. O partido também pretende cancelar as dívidas dos países do Terceiro Mundo. O Esquerda Verde é a favor  da integração europeia, mas é crítico em relação às políticas atuais da Comissão Europeia. É favorável à Constituição Europeia, mas depois que ela foi derrotada no referendo de 2005, o Esquerda Verde preconizou um novo tratado que enfatizou a democracia e a subsidiariedade. O partido é crítico em relação à guerra contra o terrorismo. Pretende reforçar as forças de manutenção da paz das Nações Unidas e transformar as forças armadas neerlandesas em uma força de paz. Por último, o Esquerda Verde é favorável a uma política de imigração liberal, incluindo uma política humana para os que buscam asilo político. Ele pretende capacitar as vítimas do tráfico de pessoas, dando-lhes uma autorização de residência e ele pretende abolir a exigência de renda para os casamentos internacionais.
O Esquerda Verde pretende resolver os problemas ambientais, especialmente as mudanças climáticas, estimulando alternativas duráveis. O partido pretende utilizar subsídios, impostos e comércio de direitos de emissões para estimular as energias renováveis como uma alternativa para o combustível fóssil e a energia nuclear. Ele é contrário à perfuração de gás natural no mar Frísio, e ele pretende fechar todas as usinas nucleares dos Países Baixos. Além disso, pretende estimular a eficiência energética. Ele pretende investir no transporte público não poluente, como uma alternativa para o poluente transporte privado. Investimentos em transporte público pode ser financiado pela não expansão de rodovias e impondo um pedágio na utilização das estradas (chamado de "rekening rijden"). O partido pretende estimular agricultura orgânica através de impostos e subsídios, como uma alternativa para a agricultura industrial. Além disso, o Esquerda Verde pretende codificar os direitos dos animais na Constituição.
O Esquerda Verde valoriza a liberdade individual e o Estado de direito. O partido pretende legalizar as drogas leves. Além disso, pretende limitar a utilização do serviço de inteligência e segurança dos Países Baixos (Algemene Inlichtingen- en Veiligheidsdienst - AIVD) ao âmbito da justiça. Em longo prazo, abolir a monarquia neerlandesa, e tornar os Países Baixos uma república.

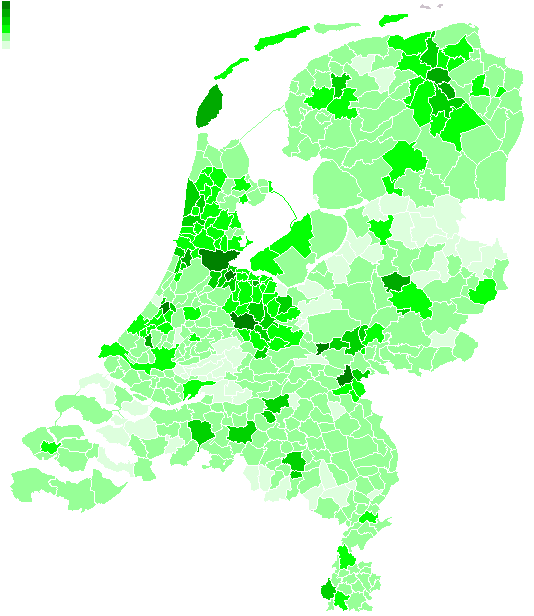
Porcentagem de eleitores do Esquerda Verde nas eleições de 2006 por município

## Eleitorado
Como pode ser visto no mapa, à direita, o Esquerda Verde tem mais eleitores particularmente nas grandes cidades que abrigam uma universidade, tais como Amsterdão (onde conta com 12,5% do eleitorado), Utrecht (12,2%) e Wageningen (11,8%), Nijmegen (10,4%) e Leiden (10,0%). Mais votos femininos para o Esquerda Verde do que masculino por uma margem de 20%. O partido tem também um grande número de eleitores homossexuais. O partido tem também muito eleitores imigrantes, especialmente da Turquia e de Marrocos, onde seu apoio é duas vezes mais alto que no âmbito da população geral.
Os eleitores do Esquerda Verde têm uma posição excêntrica em suas preferências por políticas particulares. Entre 1989 e 2003 eles foram os eleitores mais da ala esquerda nos Países Baixos, muitas vezes, um pouco mais à esquerda do que os eleitores de SP. Esses eleitores são a favor de menores diferenças salariais, livre escolha para a eutanásia, abertura das fronteiras para os que buscam asilo político, a sociedade multicultural, e são firmemente contra a construção de novas usinas nucleares.

## Estilo e campanha
O logotipo do Esquerda Verde é o nome do partido com a palavra "Verde" escrita em vermelho e a palavra "Esquerda" escrita em verde desde 1994. As cores adicionais utilizadas no logotipo são: branco, amarelo e azul. Um logotipo anterior, utilizado entre 1989 e 1994, mostrava uma variação de um símbolo da paz projetado em um triângulo verde no qual estavam escritas as siglas "PPR PSP CPN EVP" e próximo a elas o nome Esquerda Verde em verde e rosa.
Muitos neerlandesas bem conhecidos têm apoiado o Esquerda Verde nas campanhas eleitorais. Em 1989, a coreógrafa Rudi van Dantzig e o escritor Astrid Roemer foram os últimos candidatos (lijstduwer) na lista do partido. Em 2006, o comediante Vincent Bijlo partilhou esta posição com a deputada Kathalijne Buitenweg.. A comediante Sara Kroos, o rapper Raymzter, o astronauta Wubbo Ockels, o futebolista Khalid Boulahrouz,, o empresário Harry de Winter, o jornalista Anil Ramdas, a atriz Kim van Kooten,
a comediante Sanne Wallis de Vries, o comediante Herman Finkers, o artista Herman van Veen, o colunista de futebol Jan Mulder e o escritor Geert Mak vincularam também seus nomes ao Esquerda Verde na (em parte da) campanha eleitoral de 2006 ou 2007. Em 2004 a cantora Ellen ten Damme, o poeta Rutger Kopland e o apresentador Martijn Krabbé apoiaram a campanha das eleições europeias.
A partir de 2007, o Esquerda Verde aprovou a ideia de uma "campanha permanente", que implica que as atividades de campanha são mobilizadas mesmo quando não existe uma ligação imediata à eleição. As atividades da campanha permanente destinam-se a criar e manter um nível básico de simpatia e conhecimento do programa do partido. A introdução de guerrilla gardening nos Países Baixos, em 2008 foi fortemente apoiada pelo Esquerda Verde, como parte da campanha permanente.

## Organização

### Estrutura organizacional

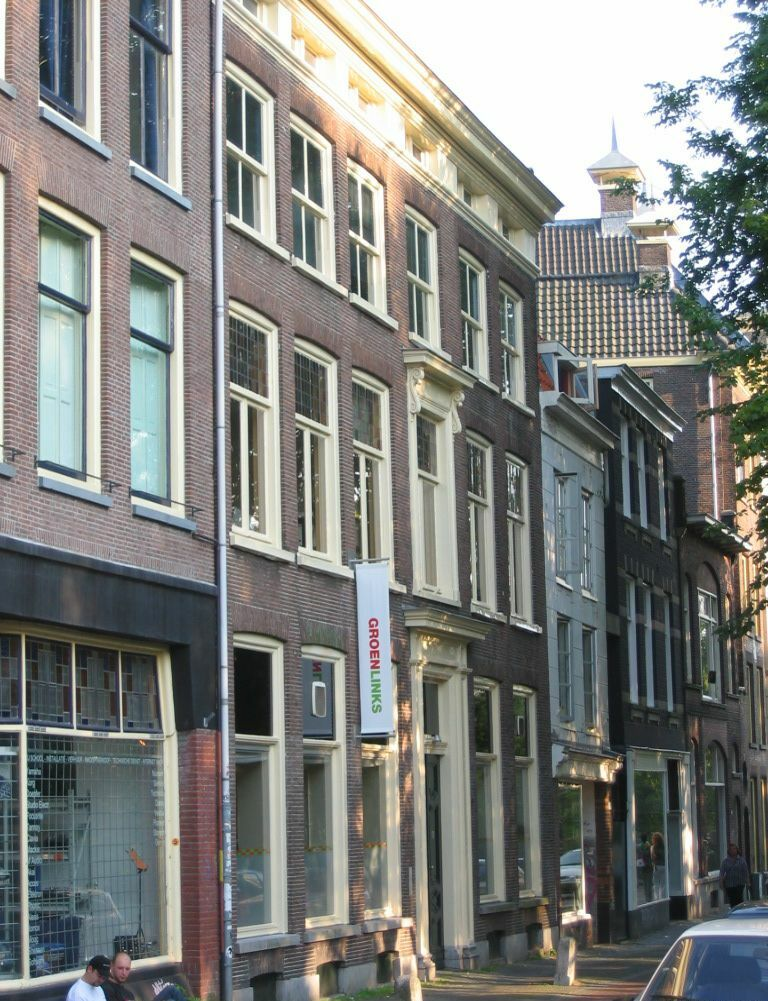
A sede do Esquerda Verde em Utrecht

O órgão máximo do Esquerda Verde é o congresso do partido, que é aberto a todos os membros. O congresso do partido elege o conselho do partido, ele decide sobre a ordem dos candidatos para as eleições europeias e nacionais e ele tem a palavra final sobre o programa do partido. O congresso reúne-se pelo menos uma vez por ano, na primavera ou quando for necessário.
O conselho do partido é composto por quinze membros, que são eleitos para um mandato de dois anos. O presidente  (Partijvoorzitter) deste conselho é a única posição paga no conselho de administração, os outros não recebem remuneração. O presidente, juntamente com outros quatro membros do conselho (o vice-presidente, o tesoureiro, o secretário, o secretário europeu e o secretário internacional) tratam dos assuntos do dia e reúnem-se a cada duas semanas, enquanto os outros dez membros do conselho reúnem-se apenas uma vez por mês.
Para os meses que o congresso não reúne-se, um conselho partidário assume seu papel. É composto de 80 representantes de todos os 250 diretórios municipais. O conselho do partido e os representantes do partido eleitos nacionalmente são responsáveis pelo conselho do partido. Ele tem o direito de preencher vagas no conselho de administração, proceder a alterações na constituição do partido e cuidar das finanças do partido.
Os deputados do Esquerda Verde enfrentam relativamente forte controle: os deputados não são autorizadas a exercer mais de três mandatos e uma percentagem relativamente elevada dos rendimentos dos deputados é tributada pelo partido.
O Esquerda Verde tem 250 diretórios em quase todos os municípios neerlandeses, e em cada uma das províncias. Há vários municípios em Amsterdã e Roterdã, onde todos os submunicípios tem o seu próprio diretório e eles têm diretórios federais à nível municipal. Os diretórios gozam de grande autonomia, e cuidam de suas próprias campanhas, as listas de candidatos e os programas para as eleições. Os congressos provinciais reúnem-se pelo menos todos os anos e os congressos municipais com mais frequência. O número total de membros do Esquerda Verde tem aumentado ao longo dos últimos dez anos, e contava, em janeiro de 2007, com 23.490 membros.
Há várias organizações independentes, que estão ligadas ao Esquerda Verde:
- o DWARS, a organização juvenil independente da Esquerda Verde
- De Linker Wang, a plataforma para religião e política, que é uma plataforma cristã progressista, que foi formada por ex-membros do Partido Popular Evangélico.[53]
- Comité Científico do Esquerda Verde, o independente político think tank, que publica "de Helling" (em neerlandês "O declive").[54]
- PinkLeft, a organização LGBT independente da Esquerda Verde.[55]

O Esquerda Verde também tem atuação no cenário europeu e mundial. É membro fundador do Partido Verde Europeu e dos Global Greens. Os seus deputados fazem parte do grupo European Greens–European Free Alliance. O Esquerda Verde coopera com os sete outros partidos neerlandeses no Instituto Neerlandês para a Democracia Multipartidária, um instituto que apóia o desenvolvimento democrático nos países em desenvolvimento.

### Relações com outros partidos
O Esquerda Verde foi fundado para tornar-se um partido de tamanho médio à esquerda do PvdA. Nas eleições de 1994, porém o Partido Socialista (SP) também entrou no parlamento. O Esquerda Verde agora assume uma posição central na esquerda neerlandesa entre o socialista SP, que está mais à esquerda, e o social-democrata PvdA, que está mais ao centro. Esta posição é exemplificada pela chamada de Femke Halsema para formar uma coalizão de esquerda após as eleições de 2006, sabendo que tal coalizão é possível com o Esquerda Verde. A aliança eleitoral (Lijstverbinding) entre o SP e o Esquerda Verde nas eleições de 1998, 2002 e 2006, e entre o Esquerda Verde e o PvdA nas eleições europeias de 2004 são exemplos desta posição. Na eleição para a Primeira Câmara em 2007, ele fez uma aliança eleitoral com o Partido pelos Animais. Cada vez mais, no entanto, o Esquerda Verde é visto como o partido mais de esquerda e mais progressista dos três partidos.

## Resultados Eleitorais

### Eleições legislativas

#### Segunda Câmara
| Data | Líder                      | CI. | Votos   | %           | +/- | Deputados | +/- | Status   |
| ---- | -------------------------- | --- | ------- | ----------- | --- | --------- | --- | -------- |
| 1989 | Ria Beckers                | 5.º | 362 304 | 4,1 / 100,0 |     | 6 / 150   |     | Oposição |
| 1994 | Ina Brouwer Mohamed Rabbae | 6.º | 311 399 | 3,5 / 100,0 | 0,6 | 5 / 150   | 1   | Oposição |
| 1998 | Paul Rosenmöller           | 5.º | 625 968 | 7,3 / 100,0 | 3,8 | 11 / 150  | 6   | Oposição |
| 2002 | Paul Rosenmöller           | 5.º | 660 962 | 7,0 / 100,0 | 0,3 | 10 / 150  | 1   | Oposição |
| 2003 | Femke Halsema              | 6.º | 495 802 | 5,1 / 100,0 | 1,9 | 8 / 150   | 2   | Oposição |
| 2006 | Femke Halsema              | 6.º | 453 054 | 4,6 / 100,0 | 0,5 | 7 / 150   | 1   | Oposição |
| 2010 | Femke Halsema              | 7.º | 628 096 | 6,7 / 100,0 | 2,1 | 10 / 150  | 3   | Oposição |
| 2012 | Jolande Sap                | 8.º | 219 896 | 2,3 / 100,0 | 4,4 | 4 / 150   | 6   | Oposição |
| 2017 | Jesse Klaver               | 5.º | 959 600 | 9,1 / 100,0 | 6,8 | 14 / 150  | 10  | Oposição |
| 2021 | Jesse Klaver               | 7.º | 519 989 | 5,1 / 100,0 | 4,0 | 8 / 150   | 6   |          |

#### Primeira Câmara
| Data | Líder          | Cl. | Votos  | %            | +/- | Deputados | +/-     |
| ---- | -------------- | --- | ------ | ------------ | --- | --------- | ------- |
| 1991 |                | 5.º | N/A    |              |     | 4 / 75    |         |
| 1995 |                | 5.º | N/A    |              |     | 4 / 75    | Estável |
| 1999 |                | 4.º | 16 256 | 10,3 / 100,0 |     | 8 / 75    | 4       |
| 2003 | Diana de Wolff | 4.º | 10 866 | 6,7 / 100,0  | 3,6 | 5 / 75    | 3       |
| 2007 | Tof Thissen    | 6.º | 9 074  | 5,6 / 100,0  | 1,1 | 4 / 75    | 1       |
| 2011 | Tof Thissen    | 7.º | 10 757 | 6,5 / 100,0  | 0,9 | 5 / 75    | 1       |
| 2015 | Tineke Strik   | 7.º | 17 651 | 5,6 / 100,0  | 0,9 | 4 / 75    | 1       |

### Eleições europeias
| Data | Cabeça de lista      | CI. | Votos   | %            | +/- | Deputados | +/- |
| ---- | -------------------- | --- | ------- | ------------ | --- | --------- | --- |
| 1994 | Nel van Dijk         | 6.º | 154 362 | 3,7 / 100,0  | 3,3 | 1 / 31    |     |
| 1999 | Joost Lagendijk      | 4.º | 419 869 | 11,9 / 100,0 | 8,2 | 4 / 31    | 3   |
| 2004 | Kathalijne Buitenweg | 4.º | 352 201 | 7,4 / 100,0  | 4,5 | 2 / 27    | 2   |
| 2009 | Judith Sargentini    | 6.º | 404 020 | 8,9 / 100,0  | 1,5 | 3 / 25    | 1   |
| 2014 | Bas Eickhout         | 7.º | 329 906 | 6,9 / 100,0  | 2,0 | 2 / 26    | 1   |